# Доходный дом Э. Л. Гюнтера
Доходный дом Э. Л. Гюнтера — доходный дом, расположенный в Санкт-Петербурге по адресу Кадетская линия Васильевского острова, 19. До 1868 года здесь располагалась гостиница Гейде и один из самых известных в городе ресторанов немецкой кухни.

## История
Известно, что первое здание существовало в 1720 — 1730-е годах, на чьём фундаменте князем Долгоруковым в середине XVIII века был построен дом. В 1760-х годах он принадлежал коллежскому советнику П. М. Чекалевскому. В 1790-х годах его хозяином стал купец Ольхин, а в 1800-х — архитектор Антонио Порто, по чьему проекту было в том числе построено здание монетного двора в Петропавловской крепости.

### Гостиница и ресторан Гейде
С 1820-х годов домом владела немецкая купеческая семья Гейде, которая устроила там скромную гостиницу на 30 номеров, в которой, в частности, останавливались такие известные личности как минералог Н. И. Кокшаров и сестра Менделеева О. И. Басаргина.
Большой популярностью пользовался ресторан при гостинице. В 1840-х годах статистиком Пушкарёвым ресторан Гейде был причислен к семи лучшим ресторациям Санкт-Петербурга. Тогда же Пушкарёв отметил, что его посетителями были только иностранцы, в основном англичане. Писатель Панаев в 1850-х годах замечал, что «Гейде» не имела ничего общего с такими дорогостоящими фешенебельными ресторанами как Борель, Дюссо или Донон. Внутренние помещения Гейде воссоздавали обстановку немецкого трактира «с умеренным, очень порядочным общим столом от 2 до 6 часов, по 60 коп. Два бильярда, кости и пиво». Панаев замечал, что Гейде скорее напоминал немецкий клуб с пропитанным табачным запахом, который постоянно посещали одни и те же посетители, знавшие друг друга, «которые молчаливо и глубокомысленно пощелкивают бильярдными шарами или костями, покуривая свои сигары и попивая свое пиво».
Обеды в ресторане были дешёвые, там не подавали никаких пирожных, что было необычно для ресторана того времени, также подавали салаты, обильно приправленные уксусом.

### Доходный дом
После смерти купчихи М. И. Гейде её дети решили в 1868 году продать участок купцу Э. Л. Гюнтеру, который решил перестроить гостиницу в доходный дом и переделать фасад, украсив его элементами барокко. Также был надстроен флигель по Тучкову переулку. Самым известным жителем доходного дома был геодезист и гидрограф Алексей Тилло.